# Panstrongylus
Genre
Panstrongylus est un genre de réduves appartenant à la sous-famille des Triatominae. Elles peuvent transmettre des maladies graves, comme la maladie de Chagas.

## Liste des espèces
- Panstrongylus chinai (Del Ponte, 1929) (Tc)
- Panstrongylus diasi Pinto & Lent, 1946
- Panstrongylus geniculatus (Latreille 1811) (Tc)
- Panstrongylus guentheri Berg, 1879 (Tc)
- Panstrongylus herreri Wygodzinsky, 1948 (Tc)
- Panstrongylus howardi (Neiva, 1911) (Tc)
- Panstrongylus humeralis (Usinger, 1939) (Tc)
- Panstrongylus lenti Galvão & Palma, 1968
- Panstrongylus lignarius (Walker, 1873) (Tc)
- Panstrongylus lutzi (Neiva & Pinto, 1923b) (Tc)
- Panstrongylus megistus (Burmeister, 1835) (Tc)
- Panstrongylus rufotuberculatus (Champion, 1899) (Tc)
- Panstrongylus sherlocki Jurberg et al., 2001
- Panstrongylus tupynambai Lent, 1942 (Tc)

(Tc) indique une association avec Trypanosoma cruzi.